# 제7병동
《제7병동》은 한국방송공사에서 방영하였던 드라마이다.

## 기획의도
생명을 다루는 의사와 환자 간의 끈끈한 인간애를 그린 드라마

## 방송 시간
| 방송 채널 | 방송 기간                         | 방송 시간                    |
| --------- | --------------------------------- | ---------------------------- |
| KBS 2TV   | 1988년 1월 17일 ~ 1988년 4월 23일 | 매주 일요일 밤 21:30 ~ 22:30 |
| KBS 2TV   | 1988년 5월 6일 ~ 1989년 3월 3일   | 매주 금요일 밤 20:00 ~ 20:50 |

## 제작진
- 극본 : 박성조
- 연출 : 이성연

## 출연진
- 이순재
- 주현
- 김영애
- 김봉근
- 박정수
- 최화정
- 연운경
- 이종만
- 김을동
- 김성겸
- 이원종
- 반효정
- 한진희
- 백준기
- 김흥기

## 방영 목록
제1화 장미꽃 두송이
제2화 탄생
제3화 순례자
제4화 겨울새
제5화 살아가는 날
제6화 귀향
제7화 사랑의 열쇠
제8화 깍두기 할머니
제9화 흔들리는 세월
제10화 안녕,나의 아버지
제11화 봄의 여신
제12화 당신의 초상
제13화 너무 오랜 유혹
제14화 먹이사슬
제15화 형제들
제16화 생명실습
제17화 또다른 태양
제18화 경험
제19화 잃어버린 것
제20화 13번째
제21화 춤추는 납인형
제22화 목석같은 사랑
제23화 아무도 모르는 일
제24화 은하수를 보셨나요
제25화 사랑하는 달팽이
제26화 부끄러운 손
제27화 여름나무
제28화 안녕,마징가Z
제29화 첫날밤 갑자기
제30화 당뇨병 교실
제31화 파문
제32화 별을 수놓는 여자
제33화 고추잠자리
제34화 촛불
제35화 등불
제36화 파란낙엽
제37화 멍에
제38화 빛과 그림자
제39화 종이학
제40화 천사들의 합창
제41화 에이즈(AIDS)
제42화 열풍
제43화 가장무도회
제44화 온누리에 축복을
제45화 천사여 나의 천사여
제46화 신 만이 하시는일
제47화 오늘은 남동풍
제48화 겨울나비
제49화 사랑니 뽑기
제50화 겨울이아기
제51화 겨울 허수아비
제52화 이브의 문신
제53화 미혼모
제54화(마지막회) 안녕